# Clube Atlético Aliança
Clube Atlético Aliança é um clube brasileiro de futebol da cidade de Santana, no estado do Amapá. 
Atualmente encontra-se licenciado do Campeonato Amapaense de Futebol. Seu estádio é o Estádio Municipal Antônio Villela, com capacidade para 3.000 torcedores. Suas cores são azul e amarelo.

## História
Fundado em 15 de novembro de 1995, o Aliança estreou no futebol profissional com o título do Campeonato Amapaense. Disputou ainda as edições de 1999 (vice-campeão) e 2000 (6º lugar), mesmo ano em que jogou a Copa Norte. Nesta última, terminou em último no Grupo B, que teve ainda Maranhão, River e Rio Negro.
Ausente das competições em 2001, o clube voltou ao futebol um ano depois, terminando o campeonato estadual em 8º lugar, seu pior desempenho na história. Em 2003, ficou na sexta posição.
Em 2004, o Aliança regularizou seu registro na Federação Amapaense de Futebol, mas não participou do Torneio Seletivo para o Campeonato Brasileiro da Série C junto com o Independente (outra das 3 equipes profissionais de Santana) e também não apresentou a documentação de registro juntamente com os demais clubes. Segundo a FAF, o prazo de registro do Carcará e do Galo para o campeonato estadual já tinha se encerrado quando atualizaram os registros na entidade. Desde então, o clube não voltou a disputar campeonatos profissionais.

## Títulos
| Estaduais            | Estaduais | Estaduais  | Estaduais |
| Competição           | Títulos   | Temporadas |           |
| -------------------- | --------- | ---------- | --------- |
| Campeonato Amapaense | 1         | 1998       |           |

### Campanhas de destaque
- Vice-Campeonato Amapaense: 1999.